# Almyrós
Almyrós är en kommunhuvudort i Grekland. Den ligger i prefekturen Nomós Magnisías och regionen Thessalien, i den centrala delen av landet, 160 km nordväst om huvudstaden Aten. Almyrós ligger 58 meter över havet och antalet invånare är 7 955.
Terrängen runt Almyrós är platt åt nordost, men åt sydväst är den kuperad.Runt Almyrós är det glesbefolkat, med 19 invånare per kvadratkilometer. Almyrós är det största samhället i trakten. Trakten runt Almyrós består till största delen av jordbruksmark.